# Halocladius
Halocladius is een muggengeslacht uit de familie van de Dansmuggen (Chironomidae).

## Soorten
- H. braunsi (Goetghebuer, 1942)
- H. fucicola (Edwards, 1926)
- H. mediterraneus Hirvenoja, 1973
- H. millenarius (Santos Abreu, 1918)
- H. variabilis (Staeger, 1839)
- H. varians (Staeger, 1839)
- H. vitripennis (Meigen, 1818)